# Loxosoma agile
Loxosoma agile är en bägardjursart som beskrevs av Nielsen 1964. Loxosoma agile ingår i släktet Loxosoma och familjen Loxosomatidae. Inga underarter finns listade i Catalogue of Life.